# Брейнерд (Міннесота)
Брейнерд (англ. Brainerd) — місто (англ. city) в США, в окрузі Кроу-Вінг штату Міннесота. Населення — 14 395 осіб (2020).

## Географія
Брейнерд розташований за координатами 46°21′19″ пн. ш. 94°11′54″ зх. д. / 46.35528° пн. ш. 94.19833° зх. д. (46.355269, -94.198372).  За даними Бюро перепису населення США в 2010 році місто мало площу 32,71 км², з яких 30,83 км² — суходіл та 1,88 км² — водойми.

### Клімат
| Клімат : Брейнерд                                         | Клімат : Брейнерд | Клімат : Брейнерд | Клімат : Брейнерд | Клімат : Брейнерд | Клімат : Брейнерд | Клімат : Брейнерд | Клімат : Брейнерд | Клімат : Брейнерд | Клімат : Брейнерд | Клімат : Брейнерд | Клімат : Брейнерд | Клімат : Брейнерд | Клімат : Брейнерд |
| Показник                                                  | Січ.              | Лют.              | Бер.              | Квіт.             | Трав.             | Черв.             | Лип.              | Серп.             | Вер.              | Жовт.             | Лист.             | Груд.             | Рік               |
| Абсолютний максимум, °C                                   | 13,3              | 13,9              | 25,6              | 34,4              | 35,0              | 37,8              | 38,9              | 37,8              | 35,6              | 31,1              | 22,8              | 15,6              | 38,9              |
| Середній максимум, °C                                     | −6,4              | −3,2              | 3,5               | 12,5              | 19,7              | 24,3              | 26,9              | 25,9              | 20,6              | 13,0              | 3,3               | −4,6              | 11,4              |
| Середня температура, °C                                   | −13,2             | −10,3             | −3                | 5,4               | 12,7              | 17,8              | 20,4              | 19,2              | 13,7              | 6,6               | −1,8              | −10,1             | 4,9               |
| Середній мінімум, °C                                      | −19,8             | −17,3             | −9,6              | −1,7              | 5,8               | 11,3              | 13,9              | 12,4              | 6,8               | 0,3               | −6,9              | −15,5             | −2,2              |
| Абсолютний мінімум, °C                                    | −44,4             | −47,8             | −36,1             | −24,4             | −8,9              | 0,0               | 2,2               | −1,7              | −7,8              | −15,6             | −31,1             | −41,7             | −47,8             |
| Норма опадів, мм                                          | 20                | 17                | 39                | 60                | 86                | 112               | 96                | 78                | 81                | 74                | 39                | 21                | 723               |
| --------------------------------------------------------- | ----------------- | ----------------- | ----------------- | ----------------- | ----------------- | ----------------- | ----------------- | ----------------- | ----------------- | ----------------- | ----------------- | ----------------- | ----------------- |
| Джерело: http://w2.weather.gov/climate/xmacis.php?wfo=dlh |                   |                   |                   |                   |                   |                   |                   |                   |                   |                   |                   |                   |                   |

## Демографія
Згідно з переписом 2010 року, у місті мешкало 13 590 осіб у 5851 домогосподарстві у складі 3069 родин. Густота населення становила 415 осіб/км².  Було 6390 помешкань (195/км²).
Расовий склад населення:
| - 93,5 % — білих - 1,6 % — корінних американців - 1,2 % — чорних або афроамериканців - 0,3 % — азіатів |

До двох чи більше рас належало 3,0 %. Частка іспаномовних становила 1,8 % від усіх жителів.
За віковим діапазоном населення розподілялося таким чином: 24,5 % — особи молодші 18 років, 60,4 % — особи у віці 18—64 років, 15,1 % — особи у віці 65 років та старші. Медіана віку мешканця становила 32,2 року. На 100 осіб жіночої статі у місті припадало 90,7 чоловіків;  на 100 жінок у віці від 18 років та старших — 87,6 чоловіків також старших 18 років.
Середній дохід на одне домашнє господарство  становив 41 785 доларів США (медіана — 30 975), а середній дохід на одну сім'ю — 51 348 доларів (медіана — 39 853). Медіана доходів становила 32 317 доларів для чоловіків та 27 214 долари для жінок. За межею бідності перебувало 21,8 % осіб, у тому числі 29,6 % дітей у віці до 18 років та 9,2 % осіб у віці 65 років та старших.
Цивільне працевлаштоване населення становило 6034 особи. Основні галузі зайнятості: освіта, охорона здоров'я та соціальна допомога — 22,3 %, роздрібна торгівля — 17,6 %, мистецтво, розваги та відпочинок — 15,5 %.